# Lysandra semialbofimbriata
Lysandra semialbofimbriata är en fjärilsart som beskrevs av Tutt 1910. Lysandra semialbofimbriata ingår i släktet Lysandra och familjen juvelvingar. Inga underarter finns listade i Catalogue of Life.